# NCR Corporation
NCR Corporation (NYSE: NCR) (tidligere National Cash Register) er en amerikansk software-, konsulent- og finansteknologivirksomhed. De servicerer og fremstiller selvbetjeningsautomater, point-of-sale terminaler, pengeautomater, check-behandlingssystemer og stregkodelæsere. I 2021 havde de 38.000 ansatte og omsatte for 7 mia. USD.
NCR blev etableret i Dayton, Ohio i 1884 og overtaget af AT&T i 1991. En omstrukturering i AT&T i 1996 betød at NCR blev genetableret 1. januar 1997 med en separat identitet.